# Гидденс, Энтони
Э́нтони Ги́дденс, баро́н Ги́дденс (англ. Anthony Giddens, Baron Giddens, род. 18 января 1938, Лондон, Англия) — английский социолог. Работал в университете Лестера, Кембриджском университете; директор Лондонской школы экономики и политических наук (1997—2003), где в настоящее время является почетным профессором. Лауреат премии принца Астурийского (2002, социальные науки).
Гидденс считается одним из наиболее значительных современных социологов, он автор 34 книг, изданных на 29 языках. В 2007 году Гидденс занял пятое место в списке самых цитируемых ученых в гуманитарных науках. Известен своей теорией структурации и целостной оригинальной концепцией современных обществ.
Научную деятельность Гидденса можно разделить на три периода. Первый характеризуется созданием нового видения социологии, в основном в области теории и методологии, основанное на критическом осмыслении классики. Основными работами этого периода являются «Капитализм и современная социальная теория» (1971) и «Новые правила социологического метода» (1976). На втором этапе Гидденс разработал теорию структурации, синтезировав структурный функционализм и микросоциологию. Книги «Центральные проблемы социальной теории» (1979) и «Устроение общества» (1984, рус. 2003), принесли ему международную научную известность.
Третий период включает в себя интерес Гидденса к проблемам модернити, глобализации и политики, прежде всего, влияние модернити на социальную и политическую повседневность. Он критикует постмодернизм и анализирует возможность «третьего пути» в политике. Основные работы этого периода: «Последствия модернити» (1990), «Модернити и самоидентичность» (1991), «Вне левых и правых» (1994) и «Третий путь: обновление социал-демократии» (1998). В данных работах Гидденс пересматривает социальную теорию и подходы к развитию и изменениям модернити.
В политической сфере выступил как теоретик «нового лейборизма» и «третьего пути». В июне 2004 года за свои заслуги Гидденс получил пожизненный титул пэра, стал лордом и бароном Саутгейта. С 2005 года он заседает в качестве члена Палаты лордов Парламента Великобритании, представляя партию лейбористов.
Заседает в правлении различных общественных организаций, включая Институт исследований государственной политики (Institute for Public Policy Research) Великобритании. С 1985 года является соучредителем одного из крупнейших в Британии академического научного издательства Polity Press Ltd.

## Биография
Гидденс родился и вырос в Лондоне, окончил школу Минченден. Его отец работал в лондонской транспортной службе. Он был первым в своей семье, кто получил университетское образование. Бакалавр университета Халла в области социологии и психологии (1959), магистр Лондонской школы экономики и политических наук; доктор философии Кембриджского университета (1974). Получив докторскую степень в Кембриджском университете, преподавал социальную психологию в Лестерском университете. Там познакомился с Норбертом Элиасом и начал работать над своей теоретической концепцией. В 1969-м году получил должность в Кембриджском Университете, где позже содействовал созданию Комитета социальных и политических наук.
Гидденс много лет работал в Кембридже (Кингс Колледж) и постепенно поднялся до уровня профессора (1987). С 1997-го по 2003 год руководил Лондонской Школой Экономики, а также был членом Консультативного совета Института общественно-политических исследований. Он также был советником Тони Блэра. Именно его политический подход «третий путь» лёг в основу политической программы Тони Блэра. Гидденс неоднократно участвовал в публичных политических дебатах. Получил 15 почетных степеней от различных университетов.

## Обзор научной деятельности
Гидденс, автор более 34 книг и 200 статей, эссе и рецензий внес вклад практически во все значимые направления социальных наук. Он писал о большинстве лидирующих социологических школ и о ведущих ученых и использовал почти все парадигмы в макро- и микросоциологии. Его труды занимают место в диапазоне от абстрактных, общетеоретических проблем до практических вопросов и учебников. Наконец, он также известен своим междисциплинарный подход: его анализ выходит за рамки социологии и включает антропологию, археологию, психологию, философию, историю, лингвистику, экономику и политологию. Его вклад можно рассматривать как «великий синтез» социологической теории.

## Ранние работы
До 1976 года, Гидденс в основном занимался критическими комментариями разных авторов, направлений, традиций. Гидденс оппонировал доминировавшему в то время структурному функционализму в лице Т. Парсонса, а также критиковал эволюционизм и исторический материализм. В работе «Капитализм и современная социальная теория» (1971), он исследовал работы Макса Вебера , Эмиля Дюркгейма и Карла Маркса, утверждая, что, несмотря на их различные подходы, они пытались связать капитализм с социальной жизнью. Особое внимание он уделял разработке классиками проблематики классовой структуры. Он стремился не только критически усвоить, но и предпринял попытку переосмыслить ряд понятий. Эта проблематика получает разработку в его книге «Классовая структура развитых обществ» (1973). В этих первых разработках Гидденс по существу пытался по-новому и расширительно осмыслить то, что принято называть субъективными моментами социальных отношений. Суть этой попытки заключалась в указании на то, что знание конституирует социальные отношения, а не просто воспроизводит их объективную данность:7-8. Гидденс обращал внимание на власть, модернити и институты и определил социологию как

Изучение социальных институтов, сформировавшихся в результате промышленной трансформации последних двух-трёх столетий.

В дальнейшем Гидденс предпринимает усилия использовать обозначившийся подход для разработки общей теории социального воспроизводства. Первый значительный шаг в этом направлении был сделан в книге «Новые правила социологического метода»(1976):8, название которой отсылает к «Правилам социологического метода» Эмиля Дюркгейма(1895). Гидденс проанализировал традиционный разрыв между двумя направлениями — макросоциологией и микросоциологией. В данной работе он отметил, что функциональный подход, введенный Эмилем Дюркгеймом, рассматривал общество как реальность сама по себе, несводимую к отдельным индивидам. Гидденс отверг парадигму социологического позитивизма Эмиля Дюркгейма, в рамках которой пытались понять функционирование обществ в целом, не придавая значения отдельным индивидам Гидденс писал:

У общества есть только форма, и лишь эта форма влияет на людей настолько, насколько структура производится и воспроизводится в том, что делают сами люди.

Изначально Гидденс скорее ориентировался на веберианский подход «понимающей социологии», чем на подход Дюркгейма, сосредоточившись на исследованиях социального действия и мотивах поведения индивидов, однако в своем анализе он отвергает оба этих подхода, утверждая, что общество не является коллективной реальностью, но в то же время не должно изучаться сквозь призму поведения индивида.
Гидденс использует логику герменевтической традиции в социологии, отстаивая важность социальных действий в социологической теории и считает, что социальные субъекты-индивиды всегда до некоторой степени осознают то, что они делают. Общественный порядок, следовательно, является результатом некоторых запланированных социальных действий, а не результат механической эволюции. Социологи, в отличие от ученых в естественных науках, должны интерпретировать социальный мир, который уже интерпретирован акторами, населяющими его. Гидденс вводит понятие «дуальности структуры», которая означает, что социальные практики имеют и структурный, и поведенческий компоненты. Именно социальные практики и являются основным объектом изучения социологии. Структурная среда сдерживает поведение индивида, но одновременно делает его возможным. Он также отметил существование специфической формы социального цикла: социологические понятия формируются, затем внедряются в повседневную жизнь и изменяют образ мыслей людей. Поскольку социальные акторы способны к рефлексии и склонны следить за текущими событиями и структурными условиями, они адаптируют своё поведение в соответствии с меняющимися представлениями социальной жизни. В результате знания социальной науки об обществе оказывают влияние на деятельность человека. Гидденс называет эту двухуровневую интерпретативую и диалектическую взаимосвязь между социальным научным знанием и человеческой деятельностью «двойной герменевтикой».
Гидденс также подчеркнул важность власти, которая является средством достижения цели и поэтому прямо фигурирует в действиях любого человека. Власть как способность людей изменять социальный и материальный мир, тесно связана со знаниями и пространством-временем.
В «Новых правилах социологического метода» Гидденс писал, что:
• Социология не данная априори вселенная объектов, а вселенная, создаваемая активными действиями субъектов.
• Производство и воспроизводство общества, таким образом, должно рассматриваться в качестве квалифицированного поведения со стороны его членов.
• Сфера деятельности человека ограничена. Люди создают общество, но в качестве исторически ограниченных субъектов, а не по их собственному выбору.
• Структуры должны рассматриваться не только как ограничения для человеческого поведения, но как инструменты его реализации.
• Процессы структурирования включают взаимодействие смыслов, норм и власти.
• Социолог не может рассматривать жизнь общества и в качестве независимого «явления», не используя собственные субъективные знания о ней, поэтому для него она — «объект расследования». Он всегда конструирует «объект исследования».
• Погружение в социальную жизнь является необходимым и единственным способом для наблюдателя произвести такое конструирование.
• Социологические концепции, следовательно, подчиняются правилам «двойной герменевтики».
• В целом, основными задачами социологического анализа являются: (1) герменевтическое объяснение и объединение различных форм социальной жизни в рамках описательных метаязыков социальной науки; (2) объяснение производства и воспроизводства общества как результата социального действия.

## Идеи
Энтони Гидденс — один из видных представителей современной социологической мысли Великобритании и мира — родился 18 января 1938 г. в Эдмонтоне (Северный Лондон). В 1956—1959 гг. он учился в Университете в городе Халл (Hull) на отделении социологии и психологии. Затем с 1959 по 1961 г. занимался в Лондонской Школе Экономики по специальности «Социология» и закончил её с отличием. В 1961 г. Гидденс начал работать в Университете Лейсистера, где он, с одной стороны, преподавал социальную психологию, а с другой стороны, занимался своими теоретическими разработками в области социологии. В 1969 г. он начал работать в Кембридже, где позже участвовал в создании Комитета по социальным и политическим наукам как структурного элемента факультета экономики. В 1976 г. в Королевском колледже Кембриджа Гидденс получил степень доктора философских наук, а в 1987 г. он был утвержден в качестве его постоянного профессора.
На протяжении своей жизни Гидденс занимал различные посты, часто меняя места работы, что является необходимым условием для научной карьеры на Западе. С 1997 по 2003 г. Гидденс в должности директора руководил Лондонской Школой Экономики и Политических Наук (London School of Economics and Political Science, LSE). Сегодня Гидденс имеет 15 почетных степеней, которые он получил в ряде известных учебных заведений мира, является пожизненным членом и заслуженным профессором Королевского колледжа Кембриджа, членом Американской академии наук и Китайской академии социальных наук.
На данный момент у Гидденса опубликовано несколько сотен статей, он является автором 27 книг, соавтором 6 книг, соавтором и редактором 13 работ (часть которых издана более чем на 40 языках). Сегодня Гидденс известен не только как социолог: благодаря своему междисциплинарному подходу его работы представляют интерес как для социологов, так и для специалистов самых разных областей — антропологии, археологии, психологии, философии, истории, лингвистики, экономики, социальной работы и политологии. Британский ученый зарекомендовал себя в качестве самого читаемого на западе и одного из самых часто цитируемых социальных теоретиков своего поколения.
Развивая идеи левоцентристской политики, Гидденс побывал во многих странах мира, беседуя с политическими лидерами и главами государств о развитии политики «Третьего пути». К его советам прислушивались ключевые политические фигуры Азии, Латинской Америки, Австралии, США и Европы. Кроме того, британского социолога зачастую называют «гуру Тони Блэра», поскольку именно он оказал сильное влияние на эволюцию партии лейбористов в Британии в целом и на позицию бывшего британского премьер-министра.
Творчество Энтони Гидденса, охватывающее большое количество проблем общественно-политической жизни (начиная от абстрактных метатеоретических вопросов и заканчивая конкретными практическими исследованиями) можно разделить на два основных периода, или этапа. На первом этапе Гидденс попытался переосмыслить некоторые положения функционализма, марксизма и структурализма, с одной стороны, понимающей социологии и символического интеракционизма — с другой, конструируя своё видение социальной структуры. На развитие его идей в этот период большое влияние оказали работы М. Вебера, Э. Дюркгейма, К. Маркса и других классиков социологии. В целом в этот период Гидденс предложил новое видение того, что из себя представляет социология с точки зрения теории и методологии с позиций переосмысления классических подходов.
На втором этапе, который длится по сей день, Гидденс выступает как автор ряда новых социологических концепций. Он пишет о пространственно-временной дистанцированности социальных объектов, о процессах глобализации и модернизации в современном мире, о влиянии эпохи «модернизма» на социальную и личную жизнь людей, о возможности нового, третьего пути развития современных обществ, дополняя тем самым традиционные формы исторического развития государств и предлагая альтернативу капитализму и социализму.
На первом этапе своего творчества Гидденс занимался главным образом критическим анализом большого количества авторов, школ и традиций в социологии. Именно в этот период он внес существенный вклад в развитие двух областей социологического знания — теоретической социологии и истории социологии, что нашло отражение в его работах: «Капитализм и современная социальная теория: анализ работ Маркса, Дюркгейма и Макса Вебера» (впервые издана в 1971 г.), «Политика и социология в учении Макса Вебера» (1972), «Введение: Работы Дюркгейма по социологии и социальной философии» (1972), «Дюркгейм» (впервые издана в 1978 г.), «Дюркгейм о политике и государстве» (впервые издана в 1979 году), «Позитивизм и социология» (1975), «Исследования в социальной и политической теории» (1977), «Краткие очерки и критика в социальной теории» (1982, в соавт.) . Следуя предложенной французским классиком социологии Эмилем Дюркгеймом логике анализа такого феномена, как суицид, Гидденс также является соавтором и редактором работы «Социология суицида: сборник статей» (1971, в соавт.).
Кроме того, в книге «Новые правила социологического метода: позитивная критика понимающих социологий» (впервые издана в 1976 г.) Гидденс предложил критический анализ некоторых ведущих школ социально-философской мысли, уделив особое внимание феноменологии, этнометодологии и идеям Витгенштейна, сконцентрировавшись на их концептуальных возможностях для анализа человеческого действия. «Деятельностный подход», по мнению Гидденса, сам по себе является недостаточным для понимания социальной реальности, поскольку человеческая жизнь, социальное действие и структура общества равнозначны друг другу и требуют соответствующего подхода к их исследованию. Именно поэтому автор в своей работе перешел к выделению ряда понятий, необходимых для понимания производства и воспроизводства общества, и сформулировал некоторые «новые правила социологического метода», которые впоследствии легли в основу теории структурации.
Работа «Политика, социология и социальная теория: встречи с классической и современной социальной мыслью» (1979) состоит из серии критических обзоров идей основных представителей классической и современной социальной и политической мысли. Гидденс здесь представил не просто критику основных традиций социального и политического анализа, но также своего рода «введение» в те идеи, разработкой которых британский социолог занимался на протяжении последних двадцати лет. Гидденс попытался достигнуть баланса между классическими и современными теоретиками, включив в свой анализ политическую социологию Макса Вебера и Эмиля Дюркгейма, позитивизм Огюста Конта, концепцию власти Толкотта Парсонса, теорию одномерного человека Герберта Маркузе, этнометодологию и герменевтику Гарольда Гарфинкеля, теорию труда и взаимодействия Юргена Хабермаса, идеи нового французского консерватизма Мишеля Фуко, а так же обратил ретроспективный взгляд на идеи Фридриха Ницше и Карла Маркса.
В книге «В защиту социологии: очерки, объяснения и ответы» (1996) Гидденс, несмотря на мнение ряда исследователей, отмечающих тупиковое и отчасти «размытое» положение современной социологии, доказывал, что данная наука продолжает занимать центральное положение в структуре обществознания. Анализируя прошлое социологии и разнообразие направлений в ней сегодня, Гидденс изучил многие аспекты социологического наследия. Конт, Дюркгейм, Парсонс, Маршалл и Хабермас — лишь небольшая часть тех, концепции кого рассмотрел Гидденс, чьи идеи и подходы он применил к анализу самых разнообразных современных проблем, над которыми работали и продолжают работать многие авторы социальных и политических теорий.
Гидденс развернул подробную критику исторического материализма в работе «Современная критика исторического материализма. Том 1. Власть, собственность и государство» (впервые издана в 1981 г.). Во втором томе этой работы («Современная критика исторического материализма. Том 2. Национальное государство и насилие» (впервые издана в 1985 г.)) Гидденс подверг социологию критике за неспособность к анализу развития государств и влияния международных конфликтов на социальные отношения. Социальные науки долгое время были основаны на противопоставлении «милитаристских» обществ прошлого и «капиталистических» или «индустриальных» обществ настоящего. Гидденс сомневается в правомерности такого разделения, поскольку и временная эпоха характеризуется влиянием войны и интенсивным развитием сложнейшего вооружения. Формулируя эту свою позицию, Гидденс изучил вопросы, которые главным образом игнорировались теми, кто представляет социологию и социальную теорию. Учёный британец предложил социологический анализ природы современного национального государства и его связь со средствами ведения войны. Его анализ тесно связан с проблемой, которая традиционно занимала социологов — влияние капитализма и индустриализма на социальное развитие в нынешнюю эпоху. Результатом является разработанная позже, на втором этапе творчества, теория общества эпохи модернизма, в которой Гидденс затронул вопросы и институциональных параметров современности, и природы международных отношений.
Он также предложил своё решение традиционных проблем классового анализа, изложив основные параметры структуры современных обществ и своё видение среднего класса и андеркласса в работе «Классовая структура развитых обществ» (1973). Так, британский социолог доказывал, что современные капиталистические общества имеют двойственный рынок труда: основной и второстепенный. Гидденс вне статуса на рынке труда расположил нанимателей и собственников, которые не продают свой труд и в силу этой особенности принадлежат к высшему классу. Работы на основном рынке труда имеют высокие уровни экономического дохода, гарантии занятости и возможности карьерной мобильности, здесь представлены ключевые для деятельности организаций позиции. В состав основного рынка труда входит единый средний класс, выделяемый на основании обладания конкретными навыками, включающими образовательную или техническую квалификацию. В отличие от представителей рабочего класса, которые могут продавать только свой физический труд, члены среднего класса могут также продавать свои интеллектуальные способности. Высокие и гарантированные вознаграждения необходимы для обеспечения преданности этих работников, что неизбежно повышает трудовые затраты. При этом Гидденс четко отличает средний класс от высшего класса, поскольку средний класс не владеет собственностью на средства производства и поэтому вынужден работать на других, чтобы заработать себе на жизнь. В структуре основного рынка труда Гидденс указал также в качестве составного элемента и на часть наиболее квалифицированного, ценного, с точки зрения нанимателя, рабочего класса, имеющего определенные гарантии занятости и достаточно стабильный уровень дохода.
Работы на второстепенном рынке труда, по мнению Гидденса, менее важны для функционирования организаций, более легко осуществляется замена таких работников, и, следовательно, эти позиции на рынке труда имеют низкий уровень дохода, гарантий занятости и шансов карьерного продвижения. Наименее защищенная категория второстепенного сектора работников образует в обществе андеркласс. Таким образом, Гидденс ввел в анализ понятие андеркласса, которое он встроил в свою теорию социальной стратификации, предпочитая рассматривать его исходя из экономической ситуации. Члены андеркласса, так же как и представители рабочего класса, могут полагаться только на продажу своей физической рабочей силы, но по сравнению с рабочими они не имеют никаких преимуществ (например, в виде квалификации). В результате они чаще всего получают возможности занятости на рынке труда только на самых непрестижных, плохо оплачиваемых и самых низких по гарантиям занятости работах. Гидденс доказывал, что женщины и общности этнических меньшинств с наибольшей вероятностью оказываются в составе андеркласса. Британский социолог также отмечал, что именно андеркласс чаще всего становится радикальным в своих ориентациях и поведении, поскольку ощущение изоляции, ограниченности возможностей делает его более склонным к поддержке коренных социальных изменений.
Гидденс в работе «Классы, власть и конфликт: классические и современные дискуссии» (1982, в соавт.) предложил аналитический обзор современных научных дискуссий и исследований, касающихся вопросов социальной стратификации, соединив его с изучением классических источников, прежде всего Маркса, Ленина и Вебера. В книге «Социальный класс и разделение труда: очерки в честь Ильи Неуштадта» (1982, в соавт.) представлено обсуждение основных вопросов, касающихся споров относительно классового анализа и разделения труда в индустриальных обществах. Все статьи книги направлены на интеграцию теоретических концептуальных позиций анализа и принципов эмпирических социологических исследований. Особое место занимает переосмысление марксистских взглядов на классовое доминирование. При этом Гидденс решительно доказывал, что классовое разделение и классовый конфликт могут быть адекватно поняты только в связи с детально продуманным анализом разделения труда в обществе.
Кроме описанных направлений исследований в центре внимания Гидденса на первом этапе его научно-исследовательской деятельности находились и проблемы теории действия, деятельности и структуры, а также анализ способности социального актора к познанию. Решению этих проблем посвящена теория структурации Гидденса, впервые изложенная в работе «Центральные проблемы социальной теории: структура действия и противоречие в социальном анализе» (1979). Затем вышла книга «Конституирование общества: основные принципы теории структурации» (1986), в которой Гидденс сформулировал основные принципы своей теории структурации.
Исследователи по праву ставят эту работу на один уровень с работами Парсонса и Хабермаса, считая её одной из самых выдающихся и значимых для социологической теории Британии за последние 30-40 лет.
На втором этапе своего творчества, который продолжается и сейчас, Гидденс опубликовал ряд учебников и учебных хрестоматий по социологии, которые уже стали классическими не только в британской, но и в мировой социологии, выдержав не одно издание, были выпущены огромными тиражами, переведены на многие языки и изданы во многих странах. В числе этих работ «Социология» (впервые издана в 1980 г.), «Социология: краткое, но критическое введение» (1982, в соавт.), «Социальная теория и современная социология» (впервые издана в 1987 г.), «Социальная теория сегодня» (1988, в соавт.), «Основы социологии» (впервые издана в 2006 г., в соавт.), «Человеческие общества: вводная хрестоматия в социологию» (1992) и «Социология: вводная хрестоматия» (впервые издана в 2001 г.). Отметим также учебник «Введение в социологию» (впервые издан в 1991 г., в соавт.), выдержавший уже семь переизданий, в котором с каждым изданием все более расширяются границы предмета социологии, включая все новые и новые вопросы в контент социологического познания.
Все упомянутые учебные издания, созданные единолично Гидденсом или при его непосредственном участии в составе авторского коллектива, ориентированы прежде всего на студенческую аудиторию, помогая, начинающим изучать социологию, разобраться во всем многообразии классических и современных научных школ в социологии, социальных теорий, отраслей социологической науки и её методов исследования. Тщательно подобранные материалы охватывают макро- и микроуровни социологического исследования, социальные теории общества и методы сбора эмпирической информации. Среди крайне актуальных сегодня тематических блоков этих работ можно выделить следующие: Интернет и виртуальные сообщества, влияние экологического мышления и изменения климата на социальную науку, феномен глобализации, изменения на мировом рынке и будущее рынка труда, глобальные города, патриархат и изменение гендерных отношений и сексуальности, пересечение аспектов социального неравенства, идея и практическая реализация проекта восстановительного правосудия, новые формы киберпреступности, война, терроризм и перспективы глобальной космополитической демократии, мировая глобальная экономика, массовая культура, национальная самобытность и национализм, политический и культурный экстремизм и многие другие.
В этот же период Гидденс в процессе осмысления природы модернизма и переработки базисных оснований социологического анализа предложил своё видение концептуальной терминологии, которая может быть использована для описания современной эпохи. Так, в работе «Последствия модернизма» (1990) Гидденс предложил критику постмодернизма как теории общества, разрабатывая идею рефлексивности эпохи модернизма и говоря о «высоком модернизме» как об определенной стадии развития общества. В другой книге под названием «Рефлексивная модернизация: политика, традиция и эстетика в современном социальном порядке» (1994, в соавт.) Гидденс совместно с двумя другими выдающимися учеными У. Беком и С. Лэшем обсуждает то, как посредством рефлексивной модернизации современное общество разрушает свои базисные характеристики — классовые образования, страты, профессии, половые роли, нуклеарные семьи и т. д. Рефлексивность имеет важное значение для развития общества, а также для развития личности, на что Гидденс указал в исследовании «Модернизм и самоидентичность: личность и общество в эпоху позднего модернизма» (1991), отметив, что модернизм отличается от всех предыдущих форм социального порядка из-за своего динамизма, резкого ослабления традиционных устоев и обычаев, развития системы институциональной рефлексивности и глобального влияния на личность трансформации повседневной жизни.
Модернизм в понимании Гидденса — это социальная система, возникшая в Европе вместе с национальным государством и капиталистическим производством и переживающая бурное развитие во всем мире сегодня, в постиндустриальную эпоху. Одной из причин возникновения такой социальной системы является изменение системы ценностей человека, их переориентация с внешних на внутренние, с материальных на нематериальные. Эти явления подрывают устои капиталистического хозяйства. Причинами же распространения такой организации социальной жизни являются глобализация, устранение прежних границ национальных государств и становление мировой сети производственных и информационных структур.
В идее модернизма у Гидденса содержится противопоставление традиции — он различает домодернистский (традиционный) этап развития человечества и модернистский (посттрадиционный) этап. Традиционным культурам свойственно почитание прошлого, и символы ценятся потому, что содержат и передают опыт поколений. Традиция — способ взаимодействия рефлексивного контроля действия и пространственно-временной организации социальной системы, средство взаимодействия с пространством и временем, обеспечивающее преемственность прошлого, настоящего и будущего. В культурах, основанных на устном предании, традиция как таковая не осознается, хотя эти культуры — наиболее традиционные. Чтобы осознать традицию как нечто отличное от других форм организации действия и опыта, нужно существовать в пространстве и во времени иным образом, который становится возможным лишь после изобретения письменности. Тем не менее, в цивилизациях, существовавших до эпохи модернизма, рефлексивные модели личности (то есть модели личности, которые задаются социальной системой как наиболее приемлемые и которые передаются в процессе социализации индивиду институтами воспитания, образования, религии и др.) в традиционном обществе практически не изменяются, они ограничены лишь возможностью незначительного переформулирования традиций во всех сферах общественной жизни.
С наступлением эпохи модернизма на рубеже XIX—XX вв. рефлексивность принимает иной характер: она включается в саму основу воспроизводства социальной системы так, что мысль и действие постоянно преломляются друг в друге. Обоснование практики её традиционностью теряет силу, и традиция может быть оправдана лишь в свете социального знания, которое само по себе ею не определяется. Пересмотр правил и ресурсов социального воспроизводства настолько радикализируется, что применяется ко всем аспектам человеческой жизни. Модернизм обусловлен рефлексивно применяемым знанием, однако никакое знание в условиях модернизма не есть знание в «старом» смысле, где «знать» — значит быть уверенным в том, что заложено прошлыми поколениями. Теперь область вариантов поведения настолько открыта, насколько это ограничивают лишь общественное мнение и закон. Общество становится все более рефлексивным. Гидденс отмечает рост рефлексивности во всех сферах жизни социума, начиная от государства, находящегося на одном полюсе шкалы, и заканчивая зоной интимных межличностных отношений на другом.
Иначе говоря, в эпоху модернизма радикально меняется природа повседневной жизни и большинства личных аспектов человеческой деятельности. По сути, считает Гидденс, одной из наиболее отличительных черт модернизма является увеличивающаяся взаимосвязь между глобализированным влиянием и поведением личности. Актуальными становятся вопросы двойственности природы феномена модернизма, поскольку, с одной стороны, развитие современных социальных институтов создало гораздо больше, чем при домодернистской системе, возможностей для обеспечения безопасности жизнедеятельности человека и получения им средств к существованию. С другой стороны, уверен Гидденс, модернизм имеет темную сторону, которая стала особенно актуальной в начале XXI в. Речь идёт о негативных процессах, характерных для общества эпохи модернизма, — деградирующая природа современного промышленного труда, рост тоталитаризма, угроза уничтожения окружающей среды и тревожное развитие военной воли и вооружения.
Гидденс не считает необходимым использовать понятие «постмодернизм», поскольку, по его мнению, особые характеристики основных социальных институтов на рубеже ХХ и XXI вв. указывают на то, что мы находимся не в периоде постмодернизма, а приблизились или даже перешагнули 20-30 лет назад в эпоху «высокого», «развитого» или «позднего» модернизма, при которой характеристики модернизма не исчезают, а становятся более радикальными и универсальными, чем прежде. С другой стороны, Гидденс не исключает, что постмодернистская социальная вселенная может вполне стать реальностью, но сегодня, убежден социолог, она абсолютно не соответствует тем формам социальной и культурной организации, которые доминируют в мировой истории.
В работах «Влево или вправо: будущее радикальной политики» (1994), «Существует ли Третий путь? Очерки об изменяющемся направлении социалистической мысли» (1998, в соавт.), «Третий путь: обновление социальной демократии» (1999), «Третий путь и его критики» (2000) и «Глобальные споры о Третьем пути» (2001) Гидденс теоретически обосновал необходимость нового пути политического развития современных стран, поскольку, по его мнению, в последние годы в мире произошли настолько существенные изменения, что старые политические теории в некоторой степени не соответствуют действительной ситуации. Гидденс выделил также основные направления дискуссий, возникшие в ходе теоретического осмысления и практической реализации принципов левоцентристской политики: развитие политики Третьего пути в европейских странах, институты социально ориентированного государства и их реформирование, экономическая и социальная политика, доверие, гражданский порядок и правительство, напряжение и деформация демократии, регулирование власти корпораций, экологическая модернизация, глобальное правление и др.
Понятие «Третьего пути» в политике как альтернатива консерватизму и либерализму не ново, однако оно было реконструировано поколением европейских политических деятелей последней четверти XX в., в числе которых Билл Клинтон, Тони Блэр и Гельмут Коль. Гидденс главный упор в теории «Третьего пути» делает на сбалансированности бесспорной мощи капитализма и необходимости усиления социальной солидарности и гражданских ценностей, развиваемых социалистической системой. Третий путь означает взгляд на политику, который позволяет признать новую ситуацию — конкуренцию в глобальном мире — и поддержать разумно согласованное общество, заставляя эту конкуренцию работать на людей экономически, социально и культурно. Гидденс утверждает, что программа Третьего пути обосновывает возможность сочетания социальной солидарности с динамичным развитием экономики, именно в этом заключается цель, поставленная перед современными социальными демократами. Гидденс в своих работах сформулировал следующие основные положения политики Третьего пути.
Во-первых, необходимо переустройство правительства. Политика Третьего пути требует наличия активного, динамичного правительства, которое вмешивается во все сферы жизни общества и воспроизводит в своей деятельности принципы работы бизнес-предприятий, а не бюрократической, закостенелой и одновременно неустойчивой администрации. Как часть реконструкции правительства необходима также новая форма защиты общественных институтов, налаживающая механизм делегирования государственной власти на более низкие уровни социальной системы.
Во-вторых, необходима реконструкция гражданского общества. Гражданское общество охватывает области общественной жизни, находящиеся вне экономики и политики, — это так называемый «третий сектор» или «сектор добровольных ассоциаций». Политика Третьего пути предполагает активное сотрудничество между правительством, гражданским обществом и учреждениями экономического сектора при максимальном равенстве всех трех компонентов.
В-третьих, необходима реконструкция экономики. Гидденс обосновывает в политике Третьего пути то, что он называет «новой смешанной экономикой». Старая смешанная экономика была построена на антитезе между рынками и централизованным правительством. Новая смешанная экономика ищет баланс между масштабом вмешательства государства в экономику и правительственным регулированием функционирования социальной системы на локальном, национальном и глобальном уровнях.
В-четвертых, необходимо переустройство системы социального обеспечения. Политика Третьего пути, считает Гидденс, пытается заложить основы «общества попечения», которое активно защищает все уязвимые группы индивидов. Старая система социального обеспечения была прежде всего бюрократической иерархической системой, которая скорее контролировала людей, нежели эффективно обеспечивала их необходимыми благами и услугами. Реформа социального обеспечения, как полагает Гидденс, должна означать, с одной стороны, сохранение прежних затрат на систему социального обеспечения, а с другой стороны — выработку более эффективных механизмов использования ресурсов, предназначенных для оказания помощи. Такой принцип применим как к высокоразвитым обществам, так и к тем, которые не имеют вообще или имеют слаборазвитую систему социального обеспечения.
В целом политика Третьего пути согласуется с системой взглядов неолиберализма, в частности с тем, что касается глобального рынка, при этом Гидденс критично оценивает закрепление правомерности неравенства дохода, благосостояния и власти разных стран в мировом масштабе. В связи с этим Гидденс говорит о необходимости «второй волны демократизации», возможной прежде всего благодаря развитию форм непосредственной демократии (референдум, суд присяжных и т. д.) во всем мире. Кроме того, Гидденс очертил круг проблем, касающихся сегодня любых государств, их нерешение может привести к окончательному социальному расколу между странами, признаки которого уже сегодня видны в международных отношениях.
В книге «Новый эгалитаризм» (2005, в соавт.) Гидденс и его коллеги попытались найти решение наиболее острой проблемы, с которой столкнулись левоцентристские правительства, — социального неравенства. В то время, когда традиционные механизмы социального сплочения были расшатаны индивидуализмом, глобализацией производства и культуры, фрагментацией социальной жизни, вызовы, которые бросает неравенство, ощутимы как никогда, а солидарность и социальная справедливость все больше становятся похожими на недостижимый идеал. В книге предложено последовательное рассмотрение динамики многогранной природы современного неравенства и представлены пути замера этого неравенства. «Новый эгалитаризм» в данном случае — это подход к неравенству, который согласуется с запросами постиндустриальной экономики и общества. Гидденс и его коллеги постарались показать, что у левоцентристской политики есть будущее, если она будет опираться на эгалитарные ценности, отказавшись от ряда своих базисных характеристик прошлого.
Как известно, на протяжении 1990-х гг. в США, во многих европейских странах и в ряде других государств к власти пришли одно за другим левоцентристские правительства или коалиции. Модернизация социальной демократии стала решающим фактором, который повлиял на этот процесс: все левоцентристские партии, которые пришли к власти, пересмотрели и усовершенствовали свои традиционные доктрины. Теория Третьего пути Гидденса при этом оказала существенное влияние на эволюцию партии лейбористов в Великобритании, а также на левоцентристов в других странах. Однако, как мы видим, в последние годы происходит массовый возврат правых к власти во многих государствах, что является своего рода свидетельством «проигрыша» левых центристов. И спустя десятилетие после формулировки Гидденсом основных положений политики Третьего пути реалии жизни потребовали их переосмысления, что и сделал британский социолог со своими коллегами в работах «Куда теперь податься новой рабочей силе?» (2002), «Прогрессивный манифест: новые идеи для левых центристов» (2003, в соавт.) и «Давай, действуй, мистер Браун, или Как лейбористы могут снова выиграть» (2007). В качестве инновационных элементов Гидденс, опираясь на опыт социальных демократов, вносит рекомендацию руководителям государств принять политически более центристскую, уравновешенную и сдержанную позицию, названную им «контрактом с будущим», — политическую программу Новых Лейбористов, которая гарантирует более устойчивое положение стране в условиях новых вызовов и кризисов современного мира.
Европейская социальная модель — её система социального обеспечения и защиты — долгое время считалась наиболее успешной из существующих в мире. Для многих «социальная Европа» изначально ассоциировалась с моделью объединения социально ориентированных государств, которая представляет собой в некотором роде защитный буфер против социальных и экономических потрясений в отдельно взятых европейских странах, поддерживая в обществах их уникальные свойства социальной сплоченности и системы защиты уязвимых категорий населения. Тем не менее, в последние годы такая социальная модель оказалась в состоянии сильнейшей нагрузки во многих странах Европейского Союза, что подтверждалось высоким уровнем безработицы, замедлением темпов экономического роста и, как следствие, непринятием новой европейской конституции. Последовавший за всем этим глобальный экономический кризис, вызвавший в обществах социальное напряжение, только усилил неудовлетворенность граждан ЕС европейским проектом в целом. Именно поэтому реформа социальной модели оказалась одним из наиболее злободневных вопросов, стоящих на повестке дня ЕС наряду с восстановлением экономического положения ряда государств. Гидденс в работах «Европа в глобальную эпоху» (2006) и «Глобальная Европа, социальная Европа» (2006, в соавт.) за несколько лет до мирового финансового кризиса расставил приоритеты развития Европы, указав на необходимость радикальных изменений. В условиях глобализации экономики, конкурирующего давления со стороны Индии и Китая, усиления культурного разнообразия, изменения демографической ситуации и экологической обстановки в европейских странах, по мнению Гидденса, необходимо пересмотреть традиционные принципы социально ориентированного государства, сделав изменение стиля жизни граждан и их мировоззрения центральным звеном преобразований. По сути, эти же идеи были изложены Гидденсом в сжатом виде в статье «Социально ориентированное государство в современном европейском обществе».
В последних своих работах Гидденс также обратился еще к одной теме современной социальной мысли, которая активно обсуждается во всем мире и которая при этом в действительности слабо концептуализирована в теоретическом плане. Это проблема глобализации. В работах «Неудержимый мир: как глобализация меняет нашу жизнь» (впервые издана в 2000 г.) и «На грани: жизнь и глобальный капитализм» (2001, в соавт.) Гидденс указал на то, что человечество вступило на новую стадию своего развития, характеризующуюся специфическими чертами: рост создаваемых человеком рисков для себя, общества и человечества в целом; снижение роли традиций как регулятора повседневного поведения; изменение роли и статуса института семьи в обществе и типов распространенных форм семьи и брака; масштабное проникновение принципов демократии в разные сферы жизни современного человека.
Гидденс выделил две школы общественной мысли, которые разделились в своих взглядах и оценке такого сложного и неоднозначного феномена, как глобализация. С одной стороны, существуют те, кого Гидденс назвал «гиперглобализаторы», и с другой — существуют «скептики глобализации». Гиперглобализаторы опираются при анализе глобализации в первую очередь на процессы, характеризующие экономическую сферу жизни общества (расширение границ мирового рынка, доминирование транснациональных корпораций, сужение власти национальных государств и др.). В соответствии с их взглядами глобализация означает расширение глобального рынка. В ситуации с глобальным бизнесом идея глобализации является идеологическим понятием, выражающим определенную ориентацию на будущее в развитии стран. Прямо противоположная точка зрения высказывается «скептиками глобализации», которые сомневались в том, что современная действительность отличается от мира 100-летней или даже 50-летней давности. «Скептики глобализации» доказывали, что она была так же или даже более развита в начале XX в. По их мнению, степень изменений сегодня намного преувеличена, в мире не происходит ничего кардинально нового, что бы можно было обозначить новым понятием «глобализация». Возникновение торговых и валютных рынков, массовой миграции населения, безвизового режима передвижения и международной космополитической культуры — все отмеченные процессы наблюдались уже на рубеже XIX-XX вв. Скептики, среди которых есть и авторитетные политики, экономисты и социальные ученые, приводят ряд статистических доказательств для того, чтобы показать, что тезис о глобализации является мифом.
Гидденс не принимает взгляды ни первых, ни вторых и выделяет в человеческой истории два периода развития процессов глобализации, каждый из которых обладает, по его мнению, специфическими характеристиками. Начало первого глобального периода относится к концу XIX в., и заканчивается он вместе со Второй мировой войной. Его можно назвать подготовительным этапом, так как тогда лишь закладывались предпосылки дальнейших существенных изменений во всех сферах общественной жизни. Переход ко второму периоду — более интенсивному и более масштабному — произошел в середине XX в. Именно вторая фаза глобализации спровоцировала в научном сообществе рост острых дискуссий о положительных и отрицательных последствиях процесса глобализации, а также способствовала возникновению процессов и явлений, которые с высокой степенью уверенности можно отнести к признакам глобальной эпохи.
Прежде всего, Гидденс доказывает — в противоположность гиперглобализаторам, — что мы находимся в начале процесса глобализации, а не в конце, при этом глобализацию не нужно рассматривать только как экономическое понятие или просто как развитие мировой политической системы либо появление глобальных институтов. Глобализация — это, несомненно, экономический феномен, проявляющий своё действие в расширении торговых сетей, возникновении мирового разделения труда, появлении нового типа экономических субъектов (например, транснациональных компаний) и усилении роли финансовых институтов в обществе, таких как международные валютные фонды, биржи. Однако признаки современного периода глобализации не ограничиваются изменениями в экономической сфере, к ним Гидденс относит также трансформации в политике, технике и технологиях, СМИ, культуре, экологии, медицине и других сферах. Таким образом, трансформируются социальные институты любого типа, общим результатом чего является новое «глобальное космополитическое общество», которое оказывается вне зоны контроля отдельного человека и предполагает новые формы социальной организации и управления. Гидденс особо выделил четыре события в истории человечества, приведшие к глобализации: 1) информационная революция конца 1960-х гг.; 2) развитие экономики, состоящей из мировых финансовых, товарных и информационных рынков; 3) падение советской коммунистической плановой системы; 4) изменения, происшедшие на уровне повседневной жизни, приведшие к большему равенству мужчин и женщин.
Во-вторых, не соглашаясь со скептиками, Гидденс считает, что глобализация является одним из наиболее фундаментальных видов изменений, происходящих сегодня в мире. Глобализацию Гидденс обозначает как интенсификацию по всему миру социальных отношений, соединяющих общности, расположенные на больших расстояниях друг от друга, таким образом, что события, имеющие место на локальном уровне, формируются событиями, происходящими на больших расстояниях, и наоборот. Другими словами, глобализация представляет собой усиливающееся влияние действия на расстоянии на жизнь каждого социального субъекта, взаимопроникновение индивидуальной жизни и глобальной истории. В этом смысле Гидденс рассматривает глобализацию скорее как «внутренний», а не «внешний» феномен, который не является простым набором процессов и не двигается в едином направлении во всем мире. Глобализация порождает солидарность в одних социальных системах и разрушает её в других. Иначе говоря, она является абсолютно противоречивым процессом.
Благодаря процессу технологической трансформации мира в последние 50 лет произошел переход к самому ориентированному на будущее обществу, которое когда-либо существовало ранее, стало широко использоваться понятие риска как противостояния будущему, выраженного в попытке социального агента управлять последствиями своего действия [опасность при этом стала исходить не извне (от природы), как раньше, а от самого человека]. В мире заговорили об экологической опасности, опасности несчастных случаев, катастроф, о демографической опасности и др. и о необходимости создания систем управления опасностями определенного вида (например, страховые компании, министерства по чрезвычайным ситуациям и т. д.). К особому типу таких систем относятся системы управления научными инновациями глобального масштаба, которые не только поддерживают нововведения, но и стимулируют их (примером является активное развитие генетики, информационных технологий).
В ответ на происходящие глобальные изменения появились «антиглобалисты», выступающие против происходящих в мире процессов универсализации и распространения единых форм социальной жизни. В работе «Глобальный капитализм» (2001, в соавт.) Гидденс, выступив в роли редактора, проанализировал разнообразие идей противников и сторонников процесса глобализации, чьи материалы представлены в книге, и отметил бессмысленность и относительную безопасность для социальной системы подобных движений. Это довольно необычное мнение обосновано британским социологом так: представители антиглобалистов, выступая против тех или иных проявлений глобализации, сами неизбежно используют в ходе своей борьбы те же новые коммуникационные, управленческие, социальные технологии, что и сторонники глобализации, тем самым фактически воспроизводя условия для того, против чего они протестуют.
Более значимым и опасным для мирового сообщества, нежели движение антиглобалистов, Гидденс считает противостояние сторонников фундаментализма космополитической терпимости. В глобальном мире, в котором информация и изображения передаются мгновенно и без каких-либо существенных препятствий, мы постоянно находимся в контакте с теми, кто мыслит и живет иначе. Космополиты приветствуют и принимают такое культурное разнообразие. Фундаменталисты же считают его тревожным и опасным, и какую бы сферу мы ни взяли — религию, этническую идентичность или национализм, — спасение они видят в восстановлении и распространении традиции, в ряде случаев используя насильственный путь для достижения этой цели.
Говоря о глобализации, Гидденс в своей книге «Политика изменения климата» (2009) обратился еще к одной проблеме — проблеме изменения климата, которая, бесспорно, отличается от любой другой из числа тех, с которыми имеет дело человечество сегодня. Если её оставить без внимания, последствия могут быть катастрофическими для всех. Тем не менее, для большинства обычных людей и для многих политиков вопросы, связанные с климатом планеты, находятся в зоне периферии внимания: мы признаем их значимость и даже их злободневность, но отодвигаем в своем сознании на второй план, предпочитая заниматься «более неотложными делами». Политики указывают на климатические проблемы, но в настоящее время их деятельность чаще всего заканчивается на уровне популистских выступлений, а не на уровне конкретных и радикальных видов деятельности. Политическое действие и вмешательство на локальном, национальном и международном уровнях имеют решающее значение для того, сможем мы или нет остановить глобальное потепление и адаптироваться к тому, что уже произошло с окружающей средой. В настоящее время, уверен Гидденс, у нас нет системной политики изменения климата. Привычная политическая система не позволяет нам решать проблемы, с которыми мы начали сталкиваться на рубеже XX-XXI вв., несмотря на «рецепты», которые дают движения «зеленых» своим основным оппонентам в лице ортодоксальных политиков. Гидденс в работе «Политика изменения климата» ввел ряд новых понятий и выдвинул целый список предложений для того, чтобы восполнить пробелы в понимании взаимосвязи между изменением климата планеты и базисными характеристиками сознания современного человека.
Во второй период своего творчества Гидденс занимался также исследованиями в области семьи, сексологии и социологии эмоций. Эти идеи он развил в работе «Трансформация интимности: сексуальность, любовь и эротизм в современных обществах» (1993). Сексуальная революция — это сегодня абсолютно привычный термин, но каково его значение применительно к нашей жизни? Гидденс рассмотрел множество позиций относительно феномена сексуальности в современной культуре, исходя из которых можно ответить на этот вопрос, и пришел к выводу о том, что одними из самых важных изменений, происходящих сегодня в мире, являются именно трансформации в сфере личной жизни человека — в сексуальных отношениях, браке и семье. Изменения затронули в первую очередь гендерные аспекты взаимодействия, значительно повлияв на то, как воспринимаются и оцениваются в обществе мужские и женские роли в сферах брачной и внебрачной жизни. Гидденс в своей книге указал на следующие специфические процессы, характерные для сферы семейно-брачных отношений общества конца ХХ — начала XXI в.:
1) исчезает традиционная семья как экономический союз, в котором присутствовало неравенство положения его членов — мужчины, женщины и детей;
2) меняется на глазах отношение к детям — ценной становится индивидуальность и духовные качества ребёнка; поэтому количество рожденных детей у семейных пар уменьшается, при этом процесс принятия решения о том, иметь или нет детей, в модернистском обществе управляется психологическими и эмоциональными чувствами;
3) происходит трансформация сексуальных отношений: сегодня их цель и результат — не рождение детей, а получение эмоционального и физического удовольствия.
Именно в силу описанных обстоятельств институты брака и семьи Гидденс назвал «институтами-оболочками»: они все еще называются по-прежнему, но их характер в современном обществе существенно изменился. Сегодня супружеская пара находится в центре семейной жизни, любовь и сексуальное притяжение становятся базисом брачных связей, основанных прежде всего на эмоциональном общении или интимности. Формируются три основные сферы, в которых эмоциональное общение, а следовательно, и интимность, заменяют традиционные семейно-брачные модели поведения: сфера сексуальных и любовных отношений, сфера отношений родителей и детей и сфера дружбы.
Феномен активного доверия, по Гидденсу, является ключом к пониманию трансформаций интимной жизни, характеризующих современный социальный мир, в котором существует прямая связь между глобализацией социальной жизни и изменением интимных отношений между людьми. Трансформация интимности в сфере дружбы, сексуального поведения и брачных отношений заключается в том, что межличностные связи формируются здесь как «чистые отношения», для которых внешние условия социальной или экономической жизни не имеют определяющей роли: отношения держатся именно на том, что они дают их участникам, при этом они строятся на добровольно принятых обязательствах, а не на внешних обязанностях. Доверие здесь активно достигается путём взаимного самораскрытия участников. Интимная жизнь является элементом существования индивида, причем в «чистых отношениях» индивиды не просто признают друг друга и во взаимной реакции находят подтверждение своей идентичности, а личностная идентичность индивидов обретается в развитии интимных отношений, основанных на активном доверии. Чистые взаимоотношения, по Гидденсу, являются также полностью демократическими — это взаимоотношения равных, в которых каждая сторона имеет равные права и обязанности, будучи при этом свободной от произвольной власти, принуждения или насилия.
Как видно, в течение последних десятилетий Гидденс опубликовал ряд книг, в которых он изложил в завершенном виде результаты своей теоретической работы. Две темы, которые проходят через все его работы, — это теория структурации и анализ общества эпохи модернизма. В целом творчество Гидденса представляет собой комплексный анализ разнообразных проблем, являющихся предметом исследования различных наук — философии, социологии, политологии, права, психологии и многих других. Несмотря на существенное изменение во времени интересов английского ученого, существует непрерывная связь между «ранним» и «поздним» Гидденсом. Эта связь заключается в том, что он последовательно применяет свои разработки к каждому последующему исследованию, какую бы сферу жизнедеятельности общества оно ни затрагивало.

## Структурация
Теория структурации Гидденса отвечает на вопрос о формировании социальной реальности. Он сторонник позиции, по которой акторы являются агентами, воспроизводящими социальную структуру и ведущие к социальным изменениям, несмотря на ограниченность свободы и знаний при выборе действий. Гидденс считает, что связь между структурой и действием есть фундаментальный элемент социальной теории. Его выражение «дуальность структуры» означает, что люди, с одной стороны создают общество, с другой сами же ограничены этим обществом. Действие и структура не могут быть анализированы по-отдельности.
Структура создается, поддерживается и изменяется через действие, а действие обретает осмысленность только в контексте структуры. Причинность в данном случае направлена в обоих направлениях и невозможно установить что первичное. В связи с этим он определяет структуры, состоящие из правил и ресурсов, связанных с человеческой деятельностью: правила ограничивают действия, а ресурсы делают это возможным. Гидденс также различает систему от структуры, системы отображают структуральные особенности, но сами по себе не являются структурами. Структурные процессы, воспроизводящие системы называются структурацией. Структуры- это «наборы правил и ресурсов, на которые полагаются отдельные индивидуальные акторы в своих практиках через которые воспроизводятся социальные системы». Следовательно, структурация означает отношения, определяющие структуру и может существовать «вне времени и пространства»: иными словами не зависит от контекста, в котором она создавалась. Например, отношения между педагогом и студентом: когда они встречаются в каком-либо ином контексте, допустим на улице, иерархия между ними все равно сохраняется. Структура может ограничивать действие, но она же делает возможным действие посредством общих смысловых рамок. Рассмотрим пример языка: структура языка представлена в правилах синтаксиса, который исключает определенные сочетания слов. Но структура также предоставляет правила, разрешающие новые действия, позволяя нам создавать новые, осмысленные предложения. Структуры не должны восприниматься как « всего лишь ограничивающие человеческий фактор, а как дающая возможность действия». Гидденс говорит о том, что структуры (традиции, институты, моральные коды и т.д) в целом, достаточно стабильны, но могут изменяться, особенно через непреднамеренные последствия действий. Таким образом, акторы применяют соответствующие их культуре социальные правила, которым научились через социализацию и опыт. Эти правила используются в социальной интеракции вместе с ресурсами. Правила и ресурсы рефлексивно применяются акторами, хотя их осознание особенностей их действий может быть ограниченным. Таким образом, последствия действий не могут быть полностью предсказуемыми.

## Связь между макро- и микроуровнями
Идея структурации весьма полезна для синтетического изучения микро- и макро-проблем. Первые можно рассматривать на примере семьи. Мы более свободны в выборе супругов и в том, как организовывать свои романтические отношения. Это создает больше возможностей, но также означает необходимость выполнения большей «работы», в силу того, что отношения становятся рефлексивным проектом, который постоянно является объектом интерпретации и коррекции. Было бы неверно понимать микроуровень как уровень индивида, так как люди не меняют своих жизненных взглядов внезапно. Так же, как неверно и то, что социальные институты и государство непосредственно направляют действия людей.
Макроуровень можно рассматривать на примере государства и транснациональных капиталистических корпораций, или же глобализации, которая предлагает огромные возможности вложений и развития, но при этом несет в себе кризисы (например, азиатский финансовый кризис), которые могут повлиять на весь остальной мир, распространяясь далеко за пределы того места, где они возникли. Серьезные объяснения такого рода явлений должны строиться между макро- и микроуровнями. Они не должны рассматриваться по отдельности, так как в действительности между ними существует тесная связь.
Все перечисленные аспекты всё больше связаны со средствами массовой информации. Медиа не просто отражают социальный мир, но также активно формируют его, становясь центром современной рефлексивности.
Другим примером, изученным Гидденсом, было возникновение романтической любви, которую он связывает с возникновением самоидентичности и «нарратива самости»: «Романтическая любовь вносит идею нарратива в жизнь индивида». Несмотря на то, что история сексуальности очевидно демонстрирует, что страсть и секс не являются феноменами современности, дискурс романтической любви возник в конце 18-го века. Европейский романтизм являлся культурным движением макро-уровня.
Рассмотрим также трансформацию интимности. Гидденс утверждает, что интимные социальные отношения демократизируются: связи между партнерами становятся всё менее зависимыми от внешних законов, регуляций и социальных ожиданий и все более основываются на внутреннем понимании между двумя людьми. Доверительные связи базируются на эмоциональной коммуникации. Там, где такая связь перестает существовать, социум, как правило приветствует расторжение отношений. Таким образом, происходит демократизация отношений в повседневной жизни.
Гидденс приходит к заключению, что все социальные изменения происходят из смешения сил макро- и микроуровней.

## Самоидентичность
Гидденс считает, что в пост-традиционном порядке самоидентичность является рефлексивной. В работе «Модерн и самоидентичность» он пишет о том, что идентичность человека не находится ни в области поведения, ни в реакциях окружающих (как бы важны они ни были), а состоит в способности поддерживать развитие особого нарратива. Биография индивида не может быть полностью фиксированной, так как индивид должен постоянно интегрировать происходящие во внешнем мире события в непрерывную «историю» о себе.
Сегодня более чем когда-либо мы имеем доступ к информации, которая позволяет нам рефлексировать над причинами и последствиями наших действий. В то же время мы сталкиваемся с опасностями, связанными с непреднамеренными последствиями наших действий.
Мы создаем, поддерживаем и корректируем набор биографических нарративов, социальных ролей и стилей жизни — историю о том, кто мы, и как мы пришли к тому, чтобы быть здесь и сейчас. Мы все более и более свободны в выборе того, что мы хотим делать и кем мы хотим быть (несмотря на то, что Гидденс утверждает, что благосостояние открывает доступ к большим вариантам). Но увеличивающаяся возможность выбора может быть как освобождающей, так и тревожащей. Освобождающей в смысле увеличения возможностей самореализации и тревожащей в смысле увеличивающегося эмоционального стресса и времени, необходимого чтобы анализировать доступные варианты и минимизировать риски, о которых мы все больше осведомлены. В пост-традиционных обществах мы вынуждены создавать свою идентичность сами, в отличие от традиционных обществ, которые обеспечивают своих членов таким нарративом и социальной ролью. Гидденс пишет:
«Что делать? Как действовать? Кем быть?» — это центральные вопросы для каждого живущего в условиях позднего модерна, те, на которые каждый из нас отвечает в той или иной степени, либо дискурсивно, либо через повседневное социальное поведение"

## Стратификационная модель деятеля[17]
В построении стратификацонной модели деятеля Гидденс опирается на значительно модифицированную динамическую модель психического аппарата, введенную З. Фрейдом. В рамках собственной теории трехкомпонентное разделение на Эго, Супер-Эго и Ид Гидденс предлагает заменить так называемой «стратификационной моделью психики» , также представляющей собой трехчастное деление. Модель Гидденса состоит из следующих элементов: «базисная система безопасности», «дискурсивное сознание» и «практическое сознание». По словам самого автора, «эти понятия не имеют непосредственных параллелей с категориями, предложенными Фрейдом». Гидденс подвергает критике фрейдовскую модель, так как считает, что последняя не в полной мере (или же вовсе) не учитывает принцип социального действия. Фундаментальная зависимость индивида от внешних социальных обстоятельств заставляет его осуществлять рефлексивный контроль собственной деятельности. Согласно Гидденсу, теория Фрейда, скорее, обращает внимания на различные «сбои» и «помехи» на поверхности социальной ткани, вызванные вторжением бессознательных мотиваций, которые надлежит проанализировать и выстроить в цепочку причинно-следственных взаимосвязей. В противовес этому Гидденс предлагает такую модель психики, которая учитывала бы адаптивное положение индивида в сфере различных социальных механизмов и не рассматривала бы последние лишь в качестве репрессивных структур.
- Дискурсивное сознание. Данный вид сознания позволяет авторам осуществлять рациональный контроль собственных действий с приведением системы аргументации на уровне артикуляции и выражения. Гидденс не проводит четкого разграничения между практическим и дискурсивным сознанием. Различие до некоторой степени обусловлено рядом факторов: оно зависит от конкретных социальных обстоятельств осуществления того или иного действия, степени образованности актора, его способности к рефлексии.
- Практическое сознание. Фундаментальное понятие для теории структурации, которое, по мнению Гидденса, остается нерассмотренным в рамках фрейдовского подхода и лишь в некоторой степени соответствует психоаналитическому понятию «предсознательного». Термин «практическое сознание» описывает следование акторов определенной модели социального поведения, которая при этом не подвергается активной рационализации. Другими словами практическое сознание позволяет акторам осуществлять свою деятельность на уровне повседневности в соответствии с определенными социальными установками.
- Бессознательные мотивы / познавательная способность. Мотивы собственных действий, которые для самих акторов остаются скрытыми. Несмотря на то, что бессознательная мотивация фундирует собой всякое действие, она напрямую не присутствует в нем и не может быть отслежена путём рефлексии, так как подавляется механизмами вытеснения. Лишь в нестандартных обстоятельствах, расстраивающих континуум рутинного воспроизводства социальных действий, бессознательная мотивация может явить себя в качестве связанной с тем или иным действием напрямую. Познавательная способность, в свою очередь, отвечает за планирование и проектирование действий.

## Стратификационная модель действия[20]
Стратификационной модели психики по Гидденсу соответствует стратификационная модель действия. Согласно Гидденсу каждое действие обладает интенциональностью как своей первичной характеристикой. Интенциональность действия для Гидденса не связана с сознательным целеполаганием. Осуществление повседневных практик не отмечено четко продуманной телеологией. Напротив, интенциональность действия вписана в рутинное осуществление повседневных практик и обладает континуальностью, связанной с их повторяющимся воспроизведением.
- Рефлексивный мониторинг действия. Базовая функция всякой повседневной практики, согласно Гидденсу. Она предполагает, что «акторы не только непрерывно отслеживают течение собственной деятельности и ожидают аналогичного поведения от других; они также регулярно контролируют социальные и физические факторы своего окружения»[20]. Рефлексивный мониторинг действия имеет дело со своего рода невыразимым знанием, которое может быть подвергнуто рационализации лишь частично.
- Рационализация действия. Рационализация действия — это способность акторов в контексте рутинного осуществления социальных практик сохранять теоретическое представление о собственном действии как о некотором согласованном «целом». Гидденс указывает на то, что рационализацию не стоит необходимым образом приравнивать к дискурсивной аналитике действия, выявлению мотивации и объяснению причин на основе умозаключений[20]. Тем самым, всякое рутинное осуществление действия связано со своим теоретическим представлением, которое вовсе не должно соответствовать полноценной рациональной аргументации. Однако, «вместе с тем компетентные деятели предполагают, что окружающие их акторы, как правило, способны в случае необходимости объяснить большинство из того, что они делают, и именно эта способность является основным показателем компетентности, используемым в повседневной практике»[20].
- Мотивация действия. Мотивация «в отличие от рефлексивного мониторинга и рационализации не связана напрямую с последовательностью действий»[21]. Она относится, скорее, к потенциальности, которую можно выявить в структуре любого действия. Мотивация может быть как осознанной и связанной с проектированием и планированием, так и бессознательной — не достигающей степени осознанности вследствие работы психических защит.

## Онтологическая безопасность
Понятие «онтологической безопасности» является одним из ключевых для теории структурации. Социальная реальность, согласно Гидденсу, — это повторяющееся осуществление различных практик, направленных на воспроизводство устоявшихся социальных структур и создание новых. В данном контексте чувство «онтологической безопасности» обеспечивает постоянство самоидентификации социальных акторов и ощущение стабильности внешнего мира. Более широкое определение «онтологической безопасности» Гидденс формулирует следующим образом:

Повседневная жизнь — в большей или меньшей степени, зависящая от особенностей контекста и специфики индивидуальной личности, — подразумевает наличие системы онтологической безопасности, выражающей независимость (автономность) контроля за действиями человека в рамках предсказуемого хода событий.
Кризисные ситуации маркированы повышением тревожности и утратой чувства онтологической безопасности.
Для разработки данного понятия Гидденс обращается к эго-психологии Э. Эриксона. Эриксон разработал теорию стадий психосоциального развития, на которую опирается Гидденс в своем анализе базовых механизмов контроля тревожности. Теория стадий психосоциального развития является оригинальной рецепцией Фрейда в рамках эго-психологии. В отличие от Фрейда, сосредоточившего своё внимание на созревании и становлении человеческой сексуальности, теория Эриксона, согласно Гидденсу, учитывает необходимую соотнесенность индивида со своим социальным окружением.
Теория психосоциального развития демонстрирует последовательность этапов взросления индивида. Каждый из этапов фундирован характерным конфликтом. Конфликт разрешается переходом в новую фазу и укреплением базисных социальных установок. Гидденс анализирует первые три такта психосоциального развития по Эриксону:
1. «Базисное доверие» против «базисного недоверия». На основе отношений с матерью у младенца формируется чувство базисного доверия (basic trust), которое подкреплено ощущением собственной надежности и понижением уровня тревожности. Противоположный полюс конфликта связан с тревожностью, вызванной отсутствием материнской фигуры. На данном этапе происходит формирование первичных контуров идентичности.
2. «Автономия против стыда и сомнения». На втором этапе психосоциального развития конфликт возникает на почве формирования социальной защищенности индивида. Чувство стыда здесь контрастирует с ощущением безопасности, связанной с принятием на себе определенной социальной репрезентации.
3. «Инициатива против чувства вины». На третьей стадии противоречие локализуется между стремлением к автономии (сепарация младенца от матери) и чувством вины, возникающим на почве отсутствия «взрослого» спектра защит.

Также Гидденс выделяет три соответствующих этапа формирования представлений о деятельности, основанных на теории психосоциального развития Эриксона:
1. Ребёнок осознает, что другие индивиды могут вмешиваться в последовательность событий и тем самым изменять их.
2. Деятельность впервые начинает пониматься ребёнком как свойство отдельно существующих индивидов.
3. Человеческими свойствами начинают наделяться не только родительские фигуры, но и любые отдельно существующие индивиды, «люди вообще».

## Эпоха модерна
Недавние работы Гидденса были посвящены вопросу характеристик социальных институтов в различные моменты истории. Он согласен с тем, что существуют весьма специфические изменения, характеризующие нынешнее время, но возражает против понятия «постмодерна», а утверждает что происходит «радикализация модерна». Однако Гидденс различает общества премодерна, модерна и позднего (высокого) модерна. Он подчеркивает, что мы не ушли за пределы модерна. Мы всего лишь развились, де-традиционализировались и радикализировались. Феномены, которые некоторые ученые характеризуют как относящиеся к постмодерну, для Гидденса являются лишь свидетельствами крайней степени развития модерна.
Гидденс обращает внимание на различия между традиционными (премодерн) и посттрадиционными (модерн) культурами. В традиционных обществах действия индивида не нуждаются в рефлексии, так как выбор уже детерминирован обычаями и традициями. В пост-традиционных обществах, напротив, люди (акторы, агенты) гораздо менее детерминированы примерами прошлых поколений и имеют большую свободу выбора, благодаря гибкости законов и общественного мнения.
Однако это означает, что теперь индивидуальные действия требуют большего анализа и обдумывания до своей реализации. В обществах премодерна старшие владели знанием, в обществе модерна мы должны полагаться на экспертные системы.
Определяющим преимуществом модерна, по Гидденсу, является то, что мы не ограничены пространством и временем. В обществах премодерна пространство было местом, где мы движемся, а время есть опыт, который мы проживали в процессе движения. Но в обществах модерна социальное пространство уже не ограничено рамками пространства, где человек непосредственно движется. В этом смысле Гидденс говорит о виртуальном времени и пространстве.
Гидденс заостряет внимание на трех сферах: опыт идентичности, близкие отношения и политические институты.

## Этнометодология
В своих работах Гидденс предлагает собственную интерпретацию энтометодологии.
В момент своего зарождения социологическая концепция Гарольда Гарфинкеля претендовала на то, чтобы принципиально изменить для всей социологии сам объект её изучения. Этнометодология формировалась под сильным влиянием теоретических ресурсов феноменологического проекта Эдмунда Гуссерля, а также его социологической рецепции, принадлежащей Альфреду Шюцу. Основой постулат этнометодологии состоит в том, что никаких предзаданных и абстрактных социальных структур, заранее детерминирующих стратегии и модели поведения акторов, не существует. Социальные нормы формируются в процессе живого взаимодействия индивидов. Природа всех социальных практик состоит в том, что действие, которое зачастую осуществляется спонтанно и неосознанно, не всегда совпадает со своим рефлексивным смыслонаделением. Предмет этнометодологии — соотношение полюсов действия и рефлексии. Гидденс указывал на то, что этнометодология преувеличивает конструирующую роль субъекта в социальной жизни, упуская из виду воспроизводство социальной структуры.
Теория структурации заимствует у этнометодологии представление о рефлексии как о способности акторов соотносится с собственными действиями.

## Психоанализ
Обращение к психоанализу играет важную роль для теории структурации. В отличие от Толкотта Парсонса, Гидденс апеллирует не столько к Фрейду, сколько к пост-фрейдовским психоаналитическим концепциям: теории Жака Лакана, эго-психологии и теории объектных отношений.
Гидденс использует психоаналитическое представление о бессознательном для того, чтобы проанализировать природу мотивации социальных акторов. Согласно Гидденсу, большинство социологических теорий отрицают существование бессознательного, так как основываются на предположении об автономной и сознательной телеологии всякого социального действия. Используя структурную концепцию психического аппарата З. Фрейда, (значительно переработанную в рамках теории структурации), Гидденс демонстрирует наличие бессознательных мотиваций в структуре всякого социального действия.
Эго-психология Эрика Эриксона — наиболее активно используемая Гидденсом психоаналитическая концепция. Теория стадий психосоциального развития Эриксона, из которой Гидденс включает в собственный анализ первые три стадии, описывает последовательность самых ранних опытов «социального». Результатом прохождения каждой из стадий становится приобретение индивидом основополагающих социальных компетенций. Эриксон также теоретизирует крайне значимый для Гидденса концепт чувства онтологической безопасности. Чувство онтологической безопасности лежит в основе зрелого социального действия. Успешное осуществление повседневных практик напрямую зависит от сформированной у актора способности оперировать базовыми механизмами контроля тревожности.
Собственная теория Гидденса находится в проблематических отношениях со структурным психоанализом Ж. Лакана. Гидденс частично заимствует структурную концепцию бессознательного. Он сосредотачивается на лакановской теории становления субъективности, согласно которой базовая матрица субъект-объектных отношений формируется на стадии зеркала. Субъект идентифицируется с собственным зеркальным отражением, и с этого момента впадает в систематическое заблуждение по поводу «целостности» и «нерушимости» своей идентичности. В общих чертах следуя Лакану, Гидденс пишет о том, что именно зеркальный образ становится прототипом всякой социальной идентичности. Гидденс критикует лакановскую концепцию символического. Для Лакана субъект представляется лишь эффектом законов функционирования означающего. Субъективность проявляется в отдельные моменты как результат игры означающих. Для Гидденса, в свою очередь, практики означивания представляются лишь одной из разновидностей огромной вариации других социальных практик. Аргумент Гидденса относительно отказа от использования ряда основных концептуальных положений лакановской теории состоит в следующем: по мнению британского социолога Лакан оказывается неспособен к тому, чтобы помыслить действующего индивида. В рамках теории Лакана также невозможно концептуализировать формирование столь значимого для теории структурации чувства онтологической безопасности, ответственного за успешную адаптацию индивида к социуму.

## Символический интеракционизм И. Гофмана
В своем творчестве Э. Гидденс неоднократно обращается к идеям американского социолога Ирвинга Гофмана. Обыкновенную манеру многих теоретиков причислять Гофмана к аутсайдерам социологии Гидденс считает неоправданной. Британский социолог обнаруживает в теоретических положениях Гофмана основополагающие идеи для построения основ собственной социологической теории. Гидденс использует эти идеи для анализа рутины как повторяющегося воспроизведения повседневных практик, и, в связи с этим — также для описания общего характера социальной интеграции. «Поскольку Гофман последовательно и настойчиво уделяет внимание анализу рутины повседневной жизни, его работы содержат множество ярких примеров, проясняющих характер социальной интеграции».
В теоретический фокус Гофмана традиционно попадает отнюдь не простое исполнение акторами нормативно предписанной им социальной роли, а, скорее, её конституирование. Это слово из феноменологического словаря означает процесс формирования значимости какого-либо феномена. Стратегия, таким образом, построена на наблюдении за действительными принципами социальной интеракции. Эти принципы, детально анализируемые Гофманом, обнаруживаются в траекториях, с помощью которых социальные акторы пытаются осуществить представление себя другим в наиболее выгодном свете. Обратной стороной этого процесса становится попытка любыми доступными средствами сохранить положительное представление о другом. В целом речь идет о том, чтобы создавать и поддерживать условия для наиболее выгодных социальных репрезентаций, которые не нарушали бы континуум рутинного осуществления повседневных социальных практик. Гофмановская версия символического интеракционизма также необходимым образом включает в себя учет «сбоев», «ошибок», «неполадок» и различных препятствий, которые неизбежно возникают в рамках всякой действительной социальной ситуации, основанное на взаимодействии с другими.

Гидденс указывает на то, что большинство ошибочных интерпретаций Гофмана базируются на предполагаемой «циничности» социальных акторов, которая данном случае позволяет им в наиболее выгодном свете представлять себя другим и поддерживать общую стабильность социального взаимодействия. На деле же, согласно Гидденсу, «структурации социальных взаимосвязей характерна скорее тактичность, нежели цинизм». Гидденс связывает присущее социальным акторам чувство такта с базисными механизмами контроля тревожности, ответственными за поддержание чувства онтологической безопасности. Попытка сгладить и предотвратить различные сбои в социальных взаимодействиях, с целью сохранить безукоризненность представления себя другим, а также поддерживать образы других в «неприкосновенности», работает на поддержание стабильности социального целого. В «Устроении общества…» Гидденс формулирует это следующим образом: 
Такт или тактичность — неявное концептуальное соглашение участников взаимодействий — является, по-видимому, основным механизмом обеспечения «доверия» или чувства онтологической безопасности на протяжнее длительных пространственно-временных промежутков. Поддерживая и защищая условную обособленность взаимодействия, такт выходит на первый план в ситуациях, угрожающих её целостности.

## Структурализм и постструктурализм
Для Гидденса как структурализм, так и постструктурализм — источники значительного теоретического влияния, во многом сформировавшие теорию британского социолога.
Основные положения структурализма, впервые сформулированные швейцарским лингвистом Фердинандом де Соссюром, основываются на различии речи и языка. Речь — это конкретное ситуативное выражение, она всегда в той или иной мере партикулярна и зависит от контекста. В свою очередь язык как то, что речь производит, и откуда она черпает свои ресурсы, — это «анонимная» и «безличная» система знаков, подчиненная ряду строгих законов, благодаря которым она сохраняет относительную стабильность функционирования. Структурализм сосредотачивается на анализе автономии структуры. Автономный характер структуры детерминирует все социальные феномены и в каждой ситуации обнаруживает свою первичность по отношению ко всякой единичности социального.
Гидденс формирует весьма близкое к классическому структуралистскому определение структуры как совокупности элементов, существующих в определенной системе отношений, в рамках которой они подчинены установленным связям. Однако, согласно Гидденсу, структурализм в силу представления об отсутствии референта, (в соответствии с которым все является эффектом функционирования структуры, и в действительности нет ничего по ту сторону языка), не может помыслить подлинную сущность социальных практик.
Постструктурализм добавляет к классической теоретическим вопросам структурализма проблематику диалектического взаимодействия единичного и всеобщего: то есть проблематику субъекта, выражающего себя в языковых структурах. В силу того, что гармония данного взаимодействия представляется утопией, постструктурализм обращает внимание на расщепление, которым отмечен субъект в силу присущей ему невозможности полным и «адекватным» образом принять на себя идентичность, сформированную в языке.
Гидденс принимает постструктуралистскую проблематику расщепления субъекта, но, вместе с тем, ставит основной акцент на возникающей в результате адаптации к структуре рефлексивной самости социального актора.

## Философия М. Хайдеггера
В «Устроении общества…» Гидденс использует идеи проекта фундаментальной онтологии, который был разработан известным немецким философом Мартином Хайдеггером. Важную роль для Гидденса играет противопоставление двух различных концепций времени: с одной стороны — расхожее, «пространственное» восприятие времени, характерное для повседневности, а с другой — восприятие времени в «онтологических» координатах как представление Dasein о собственной конечности, то есть, другими словами: такое восприятие времени, которое впервые позволяет человеческому существу встать в отношение к конечности своей экзистенции, соотнестись с неизбежностью собственной физической смерти.
В связи с этим для Гидденса оказывается значимым «экзистенциальное» измерение времени. Само по себе время не является лишь некоторой рамкой, делающей возможным восприятие внешних объектов. Рассмотренное диахронически время становится необходимым условием формирования и воспроизводства различных социальных институтов. Всякий социальный элемент погружен в подвижность и сменяемость пространственно-временных координат.

## Герменевтика
Герменевтическая парадигма также играет значимую роль для синтетического и междисциплинарного подхода британского социолога. Герменевтика — это традиция гуманитарного знания, основным предметом которой являются принципы и стратегии понимания.
Гидденс формулирует собственную концепцию двойной герменевтики, которая призвана описывать отношения теории и практики, а точнее — диалектическую взаимосвязь между теоретическими построениями социологии и практическим регистром функционирования общественных институтов и осуществления повседневных практик.
Гидденс выделяет принцип «одинарной герменевтики» в качестве основного принципа для естественных наук, занятых изучением объекта, который сам по себе к рефлексии не способен. Принцип социальных наук, согласно Гидденсу, — это, напротив, «двойная герменевтика». Социальные науки занимаются изучением поведения акторов, которые по самой своей природе наделены способностью к рефлексии, и поэтому социология является своего рода результатом рефлексивной аналитики практического измерения социального действия. Как объект так и субъект данной корреляции подвижны и способны к изменениям.

## Марксизм
По большому счету Гидденс весьма критически настроен в отношении марксизма. Он отвергает характерное для классического марксизма представление об эволюционном развитии общества и последовательности стадий, которые оно проходит на пути к формированию устойчивых классовых идентичностей, определяющих капиталистический тип производственных отношений. Также Гидденс критикует различные структуралистские версии марксизма, формирующие представление об индивиде как о том, кто является всего лишь продуктом общественных отношений, и, соответственно, полностью детерминирован своим классовым положением. Помимо упомянутых полемических аргументов, Гидденс выступает против объяснения всех социальных феноменов через фундаментальный принцип классового антагонизма, а также — против тотального экономического детерминизма.
Гидденс принимает марксистский тезис, согласно которому люди являются творцами собственной истории. Однако, Гидденс считает, что изменение и трансформация социальной реальности осуществляется вовсе не вследствие революционного действия, а скорее на основе рутинного воспроизведения повседневных практик, которые по своей природе обладают потенцией создания новых устойчивых социальных институтов.

## Критика
Для творчества Гидденса характерна попытка создать универсальную социологическую теорию, претендующую на предельный концептуальный охват. Именно по этой причине Гидденс зачастую подвергается критике со стороны своих теоретических оппонентов и противников. Один из основных контраргументов сформулирован следующим образом: широкий размах и высокий уровень абстракции, характерный для теории структурации, делает практическую аналитику конкретных социальных феноменов трудноосуществимой и едва ли выполнимой задачей. Теория Гидденса нечувствительна к аналитике конкретных кейсов.

## Основные произведения
- Giddens, Anthony (1971) Capitalism and Modern Social Theory. An Analysis of the writings of Marx, Durkheim and Max Weber. Cambridge: Cambridge University Press. («Капитализм и современная социальная теория: анализ работ Маркса, Дюркгейма и Макса Вебера»)
- Giddens, Anthony (1976) Functionalism: apres la lutte, Social Research, 43, 325—66
- Giddens, Anthony (1976) New Rules of Sociological Method: a Positive Critique of interpretative Sociologies. London: Hutchinson.
- Giddens, Anthony (1977) Studies in Social and Political Theory. London: Hutchinson.
- Giddens, Anthony (1979) Central problems in Social Theory: Action, Structure and Contradiction in Social Analysis. London: Macmillan.
- Giddens, Anthony (1981) A Contemporary Critique of Historical Materialism. Vol. 1. Power, Property and the State. London: Macmillan.
- Giddens, Anthony (1981) The Class Structure of the Advanced Societies. London: Hutchinson. («Классовая структура в развитом обществе»)
- Giddens, Anthony (1982) Sociology: a Brief but Critical Introduction. London: Macmillan.
- Giddens, Anthony (1982) Profiles and Critiques in Social Theory. London: Macmillan.
- Giddens, Anthony & Mackenzie, Gavin (Eds.) (1982) Social Class and the Division of Labour. Essays in Honour of Ilya Neustadt. Cambridge: Cambridge University Press.
- Giddens, Anthony (1984) The Constitution of Society. Outline of the Theory of Structuration. Cambridge: Polity Press.
- Giddens, Anthony (1985) A Contemporary Critique of Historical Materialism. Vol. 2. The Nation State and Violence. Cambridge: Polity Press.
- Giddens, Anthony (1986) Durkheim. London: Fontana Modern Masters.
- Giddens, Anthony (1990) The Consequences of Modernity. Cambridge: Polity Press.
- Giddens, Anthony (1991) Modernity and Self-Identity. Self and Society in the Late Modern Age. Cambridge: Polity Press.
- Giddens, Anthony (1992) The Transformation of Intimacy: Sexuality, Love and Eroticism in Modern Societies. Cambridge: Polity Press.
- Beck, Ulrich & Giddens, Anthony & Lash, Scott (1994) Reflexive Modernization. Politics, Tradition and Aesthetics in the Modern Social Order. Cambridge: Polity Press.
- Giddens, Anthony (1994) Beyond Left and Right — the Future of Radical Politics. Cambridge: Polity Press.
- Giddens, Anthony (1995) Politics, Sociology and Social Theory: Encounters with Classical and Contemporary Social Thought. Cambridge: Polity Press.
- Giddens, Anthony (1996) In Defence of Sociology. Cambridge: Polity Press.
- Giddens, Anthony (1996) Durkheim on Politics and the State. Cambridge: Polity Press.
- Giddens, Anthony (1998) The Third Way. The Renewal of Social Democracy. Cambridge: Polity Press.
- Giddens, Anthony (1999) Runaway World: How Globalization is Reshaping Our Lives. London: Profile.
- Hutton, Will & Giddens, Anthony (Eds.) (2000) On The Edge. Living with Global Capitalism. London: Vintage.
- Giddens, Anthony (2000) The Third Way and Its Critics. Cambridge: Polity Press.
- Giddens, Anthony (2000) Runaway World. London: Routledge.
- Giddens, Anthony (2001) Sociology. Cambridge: Polity Press.
- Giddens, Anthony (Ed.) (2001) The Global Third Way Debate. Cambridge: Polity Press.
- Giddens, Anthony (2002) Where Now for New Labour? Cambridge: Polity Press.
- Giddens, Anthony (Ed.) (2003) The Progressive Manifesto. New Ideas for the Centre-Left. Cambridge: Polity Press.
- Giddens, Anthony (Ed.) (2005) The New Egalitarianism Cambridge: Polity Press.

## Книги на русском
- Гидденс, Э. Социология / Пер. с англ.; науч.реф. Е. В. Грунт; науч.ред. Л. Н. Коган, Г. Е. Зборовский; пред. — Г. Е. Зборовский. — Урало-сибирский региональный дом экономической и научно-технической пропаганды, Уральское отделение Советской социологической ассоциации, 1991. — 276 с.
- Гидденс, Э. Социология / Пер. с англ.; науч. ред. В. А. Ядов; общ. ред. Л. С. Гурьевой, Л. Н. Посилевича. — М.: Эдиториал УРСС, 1999. — 703 с. ISBN 5-354-01093-4, ISBN 0-7456-2311-5 архивный файл  (недоступная ссылка с 26-05-2013 [4467 дней] — история, копия)
- Гидденс, Э. Устроение общества: Очерк теории структурации. — М.: Академический проект, 2003. — 528 с. — («Концепции»). ISBN 5-8291-0232-3
- Гидденс, Э. Ускользающий мир. Как глобализация меняет нашу жизнь. — М.: Весь мир, 2004. ISBN 5-7777-0304-6
- Гидденс, Э. Трансформация интимности. Сексуальность, любовь и эротизм в современных обществах / Пер. с англ. В. Анурина. — СПб.: Питер, 2004. ISBN 5-469-00133-4 рецензия
- Неспокойный и могущественный континент. Что ждет Европу в будущем? = Turbulent continent. What future for Europe? / Пер. с англ. А. Матвеенко при участии М. Бендет. — М. : Дело, 2015. — 237, [1] с. : ил., табл. ISBN 978-5-7749-0961-2
- Гидденс Э., Саттон Ф. Основные понятия в социологии. — М.: Изд. дом Высшей школы экономики, 2018. — 336 с. — ISBN 978-5-7598-1525-9

## Статьи на русском
- Гидденс Э. Политика, управление и государство // Рубеж (альманах социальных исследований). 1992. № 3. С. 78—107.
- Гидденс Э. Пол, патриархат и развитие капитализма // Социологические исследования. 1992. № 7. С. 135—140.
- Гидденс Э. Стратификация и классовая структура // Социологические исследования. 1992. № 9. С. 112—123.
- Гидденс Э. Стратификация и классовая структура // Социологические исследования. 1992. № 11. С. 107—120.
- Гидденс Э. Девять тезисов о будущем социологии // THESIS: теория и история экономических и социальных институтов и систем. — 1993. — № 1. — С. 57—82. реферат
- Гидденс Э. Судьба, риск и безопасность // THESIS. — 1994. — № 5. — С. 107—134.
- Гидденс Э. Новые правила социологического метода / Пер. с англ. С. П. Баньковской // Теоретическая социология: Антология: В 2 ч. / Пер. с англ., фр., нем., ит. Сост. и общ. ред. С. П. Баньковской. — М.: Книжный дом «Университет», 2002. — Ч. 2. — 424 с. ISBN 5-8013-0046-5